# Vitali Klitschko
Ne doit pas être confondu avec Wladimir Klitschko.
Vitali Klitschko (en ukrainien : Віталій Володи́мирович Кличко, Vitali Volodymyrovytch Klytchko /ʋiˈtɑlʲij klɪtʃˈkɔ/) est un boxeur et un homme politique ukrainien, né le 19 juillet 1971 à Belovodskoïé en République socialiste soviétique kirghize.
Mesurant 2,02 mètres, il est, comme son frère Wladimir Klitschko, champion du monde poids lourds en boxe.
En 2014, après avoir été une figure de l’Euromaïdan, il est élu maire de Kiev. Il est successivement à la tête de l'Alliance démocratique ukrainienne pour la réforme (2010-2015) et du Bloc Petro Porochenko « Solidarité » (2015-2019).

## Enfance
Vitali Volodymyrovytch Klitschko (en ukrainien : Віталій Володимирович Кличко, Vitali Volodymyrovytch Klytchko) naît le 19 juillet 1971 à Belovodskoïé en RSS kirghize.
Son père, Vladimir Rodionovitch Klitchko (1947-2011 à Kiev), était officier dans les forces aériennes soviétiques, en poste successivement en Asie centrale, en Allemagne, etc. finissant avec le grade de major général ; il a notamment participé au nettoyage de la centrale nucléaire de Tchernobyl en tant que liquidateur juste après la catastrophe nucléaire de 1986 ; il est mort des suites d'un cancer à l'âge de 64 ans. Sa mère, Nadejda Oulianovna, était enseignante.

## Formation
Vitali Klitschko est titulaire d'un doctorat en sciences et techniques des activités physiques et sportives auprès de l'université de Kiev.

## Carrière de boxeur

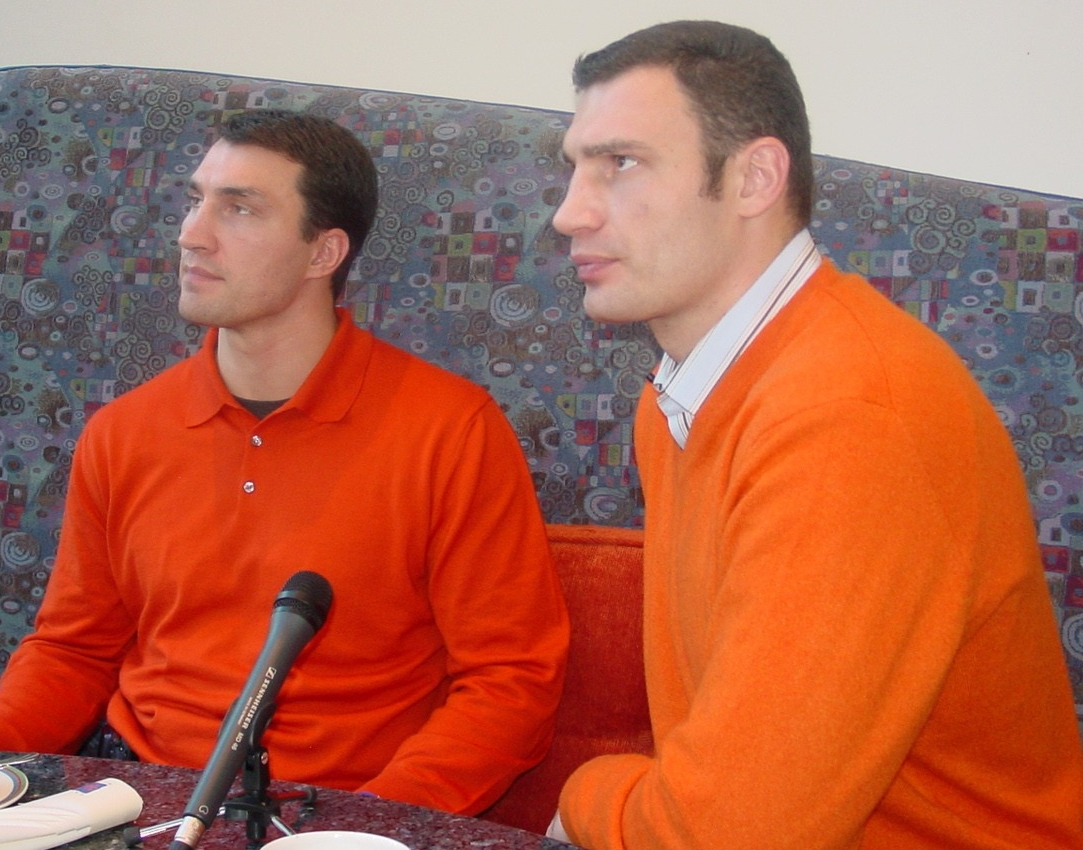
Wladimir (gauche) et Vitali Klitschko (droite), boxeurs ukrainiens.

### Kick boxing
En 1985, Vitali Klitschko et sa famille déménagent à Kiev, il s'initie au kick-boxing. Après trois ans de pratique, il entre dans l'équipe nationale junior. Il remporte deux titres de champion du monde en amateur et quatre en professionnel. Son palmarès professionnel est de trente-quatre victoires, dont vingt-deux par knockout (KO), et d'une seule défaite.

### Boxe amateur
En boxe anglaise, Vitali dispute deux cent dix combats amateurs. Il remporte trois championnats d'Ukraine. Sa carrière décolle en 1995 lorsqu'il gagne la médaille d'argent des championnats du monde de boxe amateur 1995 et les Jeux mondiaux militaires. Il manque les Jeux olympiques d'Atlanta en 1996, contrôlé positif à la nandrolone. Dans son autobiographie, l'Ukrainien l'attribue à un traitement pour une blessure à la jambe. Son frère cadet Wladimir gagne la médaille d'or des Jeux olympiques en catégorie super-lourds. Le palmarès amateur de Vitali est de 195 victoires contre 15 défaites.

### Débuts en professionnel
Passé professionnel dans la catégorie des lourds, il s'engage avec l’écurie Universum de Hambourg (Allemagne). Il dispute son premier combat le 16 novembre 1996 et l'emporte par KO. Il remporte dix-huit victoires de rang, toutes avant la limite, avant de gagner le titre Inter-Continental WBO le 2 mai 1998. Le 24 octobre de la même année, il rencontre l'Allemand Mario Schießer pour le titre de champion d'Europe EBU, et l'emporte par KO au 2e round. Il défend son titre victorieusement à deux reprises.

### Champion du monde WBO
Après 24 victoires, toutes obtenues par KO, il rencontre Herbie Hide pour le titre de champion du monde poids lourds WBO le 26 juin 1999. Au 2e round, il envoie Hide à terre d'une droite plongeante. Celui-ci se relève mais retourne au sol sur un direct du gauche plus tard dans le round, et perd par KO, Vitali remporte son premier titre de champion du monde à 27 ans. Le 9 octobre de la même année, il défend son titre en mettant KO en trois rounds l'Américain invaincu Ed Mahone puis Obed Sullivan qui ne répond pas à l’appel de la 10e reprise.

### Klitschko contre Chris Byrd
Le 1er avril 2000, il fait face à Chris Byrd. Largement en tête sur les cartes des trois juges avec plusieurs points d'avance après huit reprises, il est néanmoins blessé à l'épaule depuis la 3e reprise. Il doit finalement abandonner le combat, cette blessure aurait pu être préjudiciable à la suite de sa carrière. Pour le public qui voyait l'Ukrainien maîtriser le combat c'est l'incompréhension, et la réputation de Vitali en souffre, particulièrement aux États-Unis d'où vient Byrd.

### Vers la reconquête du titre
Le 25 novembre 2000, il rencontre Timo Hoffmann pour reconquérir le titre de champion d'Europe EBU. Pour la première fois de sa carrière, il gagne un combat sans mettre son adversaire KO. Il a cependant une large avance aux points sur les cartes des juges. Le 27 janvier 2001, il gagne le titre WBA Inter-Continental, et le défend victorieusement à trois reprises.

### Klitschko contre Lennox Lewis
Le 21 juin 2003, Lennox Lewis était censé rencontrer Kirk Johnson pour défendre son titre WBC des poids lourds, mais ce dernier se blesse, et Vitali Klitschko accepte de le remplacer au pied levé. Il ne dispose que de onze jours d'entraînement. Lewis est favori à quatre contre un. Pourtant, Klitschko crée la surprise en bousculant Lewis dès le début du combat. Ce dernier, qui n'a jamais été aussi lourd, se fatigue rapidement mais réplique néanmoins. Le match est très violent. Un direct droit de Lewis à la 3e reprise provoque une coupure à l'œil de l'Ukrainien qui saigne abondamment. Avant le septième round, le médecin de coin décide d'arrêter le combat, la coupure de Vitali s’aggravant, malgré les protestations de ce dernier qui mène sur les cartes des juges 4 rounds à 2. Lewis gagne ainsi une victoire controversée. Vitali Klitschko a lui gagné en crédibilité avec ce combat. Malgré l'annonce d'un deuxième combat, Lewis part peu après à la retraite privant ainsi Klitschko de sa revanche. Il déclarera plus tard que Lewis fut son adversaire le plus coriace, restant cependant persuadé que le champion britannique avait pris sa retraite par peur d'un deuxième combat.

### Reconquête du titre face à Corrie Sanders
Après avoir battu Kirk Johnson en 2 rounds, Vitali a une autre occasion de reconquérir un titre de champion contre le gaucher sud-africain Corrie Sanders qui avait battu son frère Wladimir quelques mois plus tôt. Ils se font face le 24 avril 2004. Corrie Sanders envoie de puissants coups qui déstabilisent Vitali comme rarement dans sa carrière. En fin de première reprise, un direct du gauche de Sanders manque d'envoyer Vitali au tapis. Ce dernier malgré tout contrôle le combat, dès la 2e reprise il commence à doubler ses coups de poing direct du bras avant, et le visage de Sanders est marqué. Les deux hommes se donnent sans retenue dans la 2e partie du 3e round. Dans les deux reprises suivantes néanmoins, Sanders est particulièrement inactif, Klitschko tente beaucoup plus de coups et touche fréquemment : Dans la 5e, Sanders place un seul coup, quand Vitali en place 38. Le Sud-Africain réplique dans le 6e round, mais se fait sévèrement contrer. Au 8e round, Klitschko place des séries qui éprouvent Sanders qui réplique de moins en moins et qui est arrêté par l'arbitre. Vitali est double champion du monde.

### Première retraite
Le 11 décembre 2004, Vitali bat Danny Williams par KO technique après l'avoir envoyé à terre à quatre reprises. Ce sera son dernier combat avant des années : le 9 novembre 2005, il annonce son retrait des rings. Neuf jours avant son combat prévu contre Hasim Rahman, il se blesse sérieusement, souffrant d'une rupture du ligament croisé antérieur, un mal nécessitant au moins un an de soins de suite après la chirurgie. « J’ai passé plus de temps à affronter des blessures que des adversaires sur le ring » déclare l’Ukrainien dans un communiqué. On parle d'un come-back contre Oleg Maskaev en 2007, mais le combat n'aura finalement pas lieu.

### Retour gagnant
Finalement, en 2008, il fait son véritable retour. Le 11 octobre 2008, il reprend à Berlin la ceinture de champion du monde WBC en battant le Nigérian Samuel Peter, ce dernier abandonnant à l'appel du 9e round. Son frère Wladimir détenant les ceintures IBF et WBO, c'est la première fois que deux frères détiennent en même temps une ceinture mondiale.
Il enchaine ensuite les défenses victorieuses : Le 21 mars 2009, l'arbitre arrête Juan Carlos Gómez à la 9e reprise. Le public américain fonde beaucoup d'espoirs sur son compatriote Chris Arreola, invaincu et de 10 ans le cadet de l'ukrainien. Vitali et lui sont opposés le 26 septembre 2009 au Staples Center de Los Angeles. Klitschko domine le combat, Arreola abandonne entre le 10e et le 11e round. Le 12 décembre 2009, il bat par décision unanime Kevin Johnson.
Le 29 mai 2010, il remporte sa 40e victoire, la 38e avant la limite, en mettant KO au 10e round le boxeur polonais Albert Sosnowski puis domine aux points l'ancien champion du monde américain Shannon Briggs le 16 octobre à Hambourg. Le 19 mars 2011, il bat à Cologne l'ancien champion olympique, le Cubain Odlanier Solis, qui se blesse à la jambe dans les derniers instants du premier round.
Le 10 septembre 2011, à désormais 40 ans, il combat l'ancien double champion du monde Polonais Tomasz Adamek qui combat devant son public au stade municipal de Wrocław et gagne par arrêt de l'arbitre au 10e round. Son adversaire suivant est le britannique Dereck Chisora. Ce dernier le provoque en donnant une gifle et en crachant de l'eau au visage de son frère Wladimir peu avant le combat. Vitali l’emporte aux points à l'unanimité des juges. Le 8 septembre 2012, il bat Manuel Charr qui est arrêté au 4e round à la suite d'une coupure.

### ChampionEmeritus
Le 16 décembre 2013, Vitali décide de mettre sa carrière entre parenthèses, et abandonne son titre WBC pour se consacrer à la politique dans son pays. Le boxeur, qui devait impérativement remettre en jeu son titre de la catégorie reine, a reçu de la part de la WBC le statut de « Champion Emeritus » : en effet, à quarante-deux ans, il est très impliqué dans les événements politiques de son pays ; ainsi, ce nouveau statut de « champion émérite » lui permet de disputer directement et quand il le souhaite le titre WBC qu'il soit vacant ou détenu par un nouveau champion, s'il décide de revenir sur le ring.

## Parcours politique

### Débuts
Il se présente aux élections municipales de Kiev en 2006 en tant que tête de liste d'une coalition unissant les partis Pora! et Parti des réformes et de l'ordre. Avec un programme fondé sur la lutte contre la corruption, il termine deuxième, derrière Leonid Tchernovetskyi. En 2010, il prend la tête de l'Alliance démocratique ukrainienne pour la réforme (UDAR). Tête de liste aux élections parlementaires ukrainiennes de 2012, il se fait élire député, son parti remportant un total de 40 sièges.

### Révolution de 2014

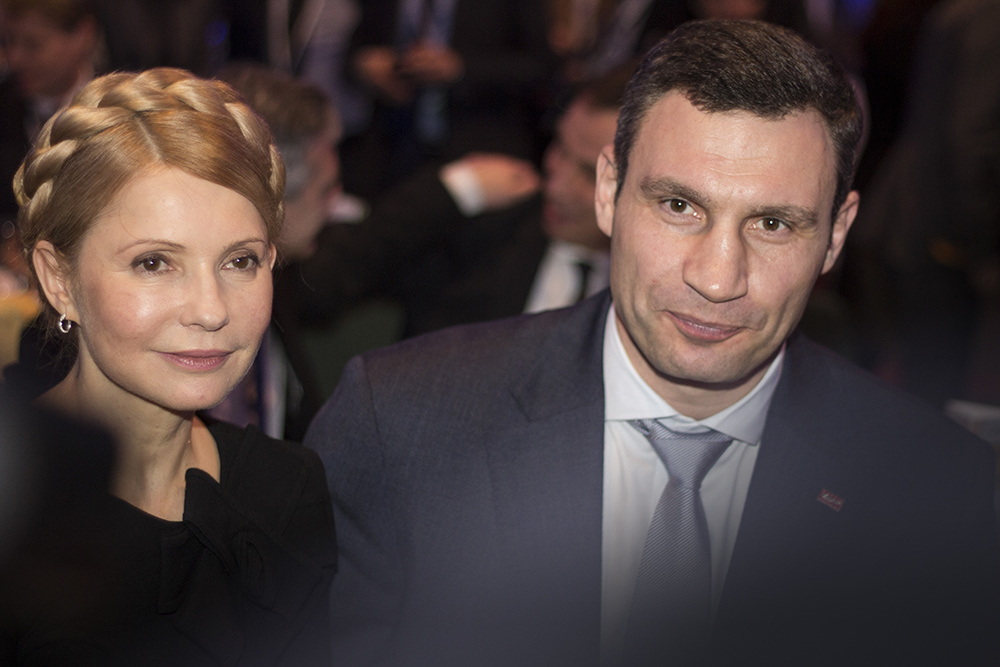
Vitali Klitschko et Ioulia Tymochenko en 2014.

Vitali Klitschko est un des leaders des manifestations pro-européennes de 2013-2014 en Ukraine. Il envisage de présenter sa candidature à l'élection présidentielle de 2014, à la suite de la destitution du président Viktor Ianoukovytch, avant de se désister en faveur de Petro Porochenko.

### Maire de Kiev
Il est élu maire de Kiev le 25 mai 2014. Il est réélu maire le 15 novembre 2015 avec 64,10 % des voix.
Il est tête de liste du Bloc Petro Porochenko, le parti du président ukrainien nouvellement élu, Petro Porochenko, pour les élections législatives anticipées du 26 octobre 2014. Sa liste arrive en deuxième position, avec 21,8 % des voix, contre 22,1 % au Front populaire du Premier ministre Arseni Iatseniouk.
Le 28 août 2015, après la fusion de l'UDAR avec le Bloc Petro Porochenko, il prend la tête du nouveau parti en devenant le président de son conseil central,. Il annonce sa démission en mai 2016 en raison d'une nouvelle réglementation interdisant à un maire d'appartenir à un parti politique. Il est cependant toujours dirigeant du parti en 2018,.
Il annonce en mai 2019, après l’échec de Petro Porochenko à sa réélection, que l'UDAR sera présente aux élections législatives de 2019.
Le 25 octobre 2020, il est réélu avec 50,51 % des voix.

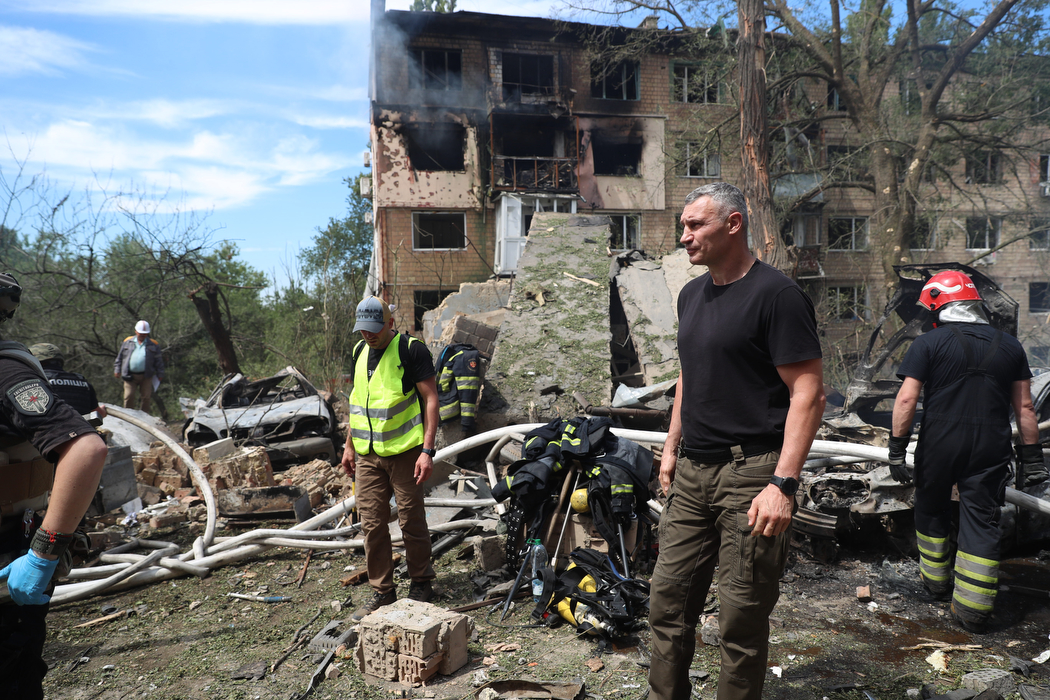
Sur le site des Frappes de missiles du 8 juillet 2024, au moins douze victimes dans cet immeuble résidentiel.

Le 2 février 2022, il s'engage à défendre la capitale ukrainienne, armes à la main, en cas d'invasion russe. Lorsque ce scénario se réalise trois semaines plus tard, Vitali Klitschko refuse d'abandonner la ville lors de la bataille de Kiev et décide de partir au front avec son frère Wladimir,.

## Titres professionnels en boxe anglaise

### Titres mondiaux majeurs
- Champion du monde poids lourds WBO (1999-2000)
- Champion du monde poids lourds WBC (2004-2005, 2008-2013)

### Titres mondiaux mineurs
- Champion poids lourds The Ring (2004-2005)

### Titres régionaux/internationaux
- Champion poids lourds WBO Inter-Continental (1998)
- Champion d'Europe poids lourds EBU (1998-1999, 2000)
- Champion poids lourds WBA Inter-Continental (2001-2002)

### Distinctions
- Comeback de l'année Ring Magazine (2008)
- Champion poids lourds WBC Émérite (2013)
- Vitali Klitschko est membre de l'International Boxing Hall of Fame depuis 2018.
- L'astéroïde (212723) Klitschko est nommé en l'honneur de lui et son frère Wladimir.

## Décoration
- Chevalier de l'ordre du Mérite de la République fédérale d'Allemagne (2010)

## Anecdotes
- Vitali Klitschko a disputé 17 championnats du monde : 15 victoires (dont 12 avant la limite) et 2 défaites.
- La chanson Sonne, du groupe de métal Rammstein était, dans sa première mouture, consacrée à Vitali Klitschko, pour constituer sa musique d'entrée sur le ring.
- Son frère Wladimir et lui ont promis à leur mère qu'ils ne s'affronteraient jamais sur un ring.
- Vitali Klitschko apparaît dans le film Ocean's Eleven, où son frère Wladimir affronte Lennox Lewis.
- Il détient le deuxième plus gros pourcentage de KO (87,23 %) de l'histoire des lourds derrière Rocky Marciano (87,76 %).
- Le pont Klitschka à Kiev est nommé en son honneur.